# حدیث متواتر
متواتر در لغت به معنای پیاپی و مکرر است و حدیث متواتر، حدیثی است که شمار راویان آن در هر طبقهٔ زمانی، به حدّی باشد که تبانی آنان بر جعل حدیث، نزدیک به غیر ممکن باشد. در مورد احادیث متواتر، احتمال نقل درست مضمون حدیث از معصوم گویندهٔ آن، قطعی است. به نظر شیعه حدیث ثقلین و بخش‌هایی از واقعهٔ غدیر خم از جملهٔ این احادیث به‌شمار می‌آیند.

## اقسام
حدیث متواتر به متواتر لفظی و متواتر معنوی و متواتر اجمالی تقسیم شده‌است.

### متواتر لفظی
حدیثی است که همهٔ ناقلان، مضمون آن را دقیقاً به یک صورت نقل کرده‌باشند؛ این‌گونه موارد کم‌تر رخ می‌دهد.

### متواتر معنوی
قدر مشترکی از مضمون چند حدیث است و بیشتر برای بیان معنای یک مطلب آورده شده‌اند. احادیث متواتر معنوی، از گونهٔ لفظی بیشتر هستند.

### متواتر اجمالی
علم اجمالی به صحت چند حدیث است که در یک موضوع وارد شده‌است، گر چه در تک تک آنها می‌توان خدشه وارد کرد، ولی صدور یکی از آن جمع به تواتر اجمالی ثابت است. می توان گفت که برگشت تواتر اجمالی نیز به همان قدر مشترک مفاد چند خبر است که تواتر معنوی می‌نامند.